# عملية لام سون 719
عملية لام سون 719 أو الطريق التاسع – حملة جنوب لاوس كانت حملة هجومية مَحدودة الهدف، تم تنفيذها في الجزء الجنوبي الشرقي من مملكة لاوس. تم تنفيذ الحملة من قبل القوات المسلحة لفيتنام الجنوبية في الفترة ما بين 8 فبراير و25 مارس 1971، أثناء حرب فيتنام. وقد قدمت الولايات المتحدة الدعم اللوجستي والجوي والمدفعي للعملية، لكن قواتها البرية كانت ممنوعة بموجب القانون من دخول الأراضي اللاوسية. كان هدف الحملة هو تعطيل هجوم مستقبلي محتمل من قبل جيش الشعب الفيتنامي (PAVN)، الذي كان نظامه اللوجستي داخل لاوس يُعرف باسم طريق هو تشي مينه (طريق ترونج سون إلى شمال فيتنام ).
ومن خلال إطلاق هجوم استباقي ضد النظام اللوجستي الذي أقامته قوات جيش فيتنام الشمالي منذ فترة طويلة، كانت القيادتان العليا الأمريكية والفيتنامية الجنوبية تأملان في حل العديد من القضايا الملحة. حيث كان تحقيق نصر سريع في لاوس من شأنه أن يعزز الروح المعنوية والثقة في جيش جمهورية فيتنام، التي كانت مرتفعة بالفعل في أعقاب الحملة الكمبودية الناجحة في عام 1970. وسوف يكون ذلك بمثابة دليل على أن القوات الفيتنامية الجنوبية قادرة على الدفاع عن بلادها في مواجهة الانسحاب المتواصل للقوات البرية الأميركية من جنوب فيتنام، ومن ثم فإن هذه العملية ستكون بمثابة اختبار لهذه السياسة وقدرة جيش جمهورية فيتنام على العمل بفعالية بمفرده.
ولكن نتيجة لمعلومات الاستخبارات والتحضيرات المسبقة من جانب الجيش الشعبي الفيتنامي والفيت كونغ، وعدم قدرة القادة السياسيين والعسكريين للولايات المتحدة وفيتنام الجنوبية على مواجهة الحقائق العسكرية، والتنفيذ السيئ، انهارت عملية لام سون 719 عندما واجهت مقاومة صلبة من جانب عدو ماهر. وأظهرت الحملة استمرار أوجه القصور في القيادة العسكرية لجيش جمهورية فيتنام، وأن أفضل وحدات هذا الجيش يمكن هزيمتها على يد القوات الشمالية، الأمر الذي أدى إلى تدمير الثقة التي تم بناؤها على مدى السنوات الثلاث السابقة.

## خلفية
بين عامي 1959 و1970، أصبح «ممر هو تشي مينه» الشريان اللوجستي الرئيسي لجيش شمال فيتنام الشعبي والفيت كونغ، في جهودهما لتنفيذ عمليات عسكرية للإطاحة بالحكومة المدعومة من الولايات المتحدة في جنوب فيتنام وإنشاء دولة فيتنام الموحدة. كان نظام الممر، الذي يمتد من الزاوية الجنوبية الغربية لفيتنام الشمالية عبر جنوب شرق لاوس إلى الأجزاء الغربية من فيتنام الجنوبية، هدفًا لجهود القصف الجوي الأمريكي المستمر الذي بدأ في عام 1966. ومع ذلك، لم يتم إجراء سوى عمليات سرية صغيرة النطاق لدعم الحملات الجوية على الأرض داخل لاوس لوقف تدفق الرجال والإمدادات على طول الطريق.  
منذ عام 1966، عبر أكثر من 630 ألف رجل، و100 ألف طن من المواد الغذائية، و400 ألف قطعة سلاح، و50 ألف طن من الذخيرة عبر متاهة الطرق الوعرة والمسارات، وأنظمة النقل النهري التي تتقاطع في جنوب شرق لاوس. كما ارتبط المسار أيضًا بنظام لوجستي مماثل في كمبوديا المجاورة والمعروف باسم ممر سيهانوك.  بعد الإطاحة بالأمير الكمبودي نورودوم سيهانوك في عام 1970، رفض النظام الجديد لـ لون نول الموالي لأميركا استخدام ميناء سيهانوكفيل لشحن العتاد للقوات الشيوعية. من الناحية الاستراتيجية، كان هذا بمثابة ضربة هائلة لجهود فيتنام الشمالية، حيث كانت 70% من جميع الإمدادات العسكرية التي تدعم جهودها في أقصى الجنوب تنتقل عبر الميناء.  وقد تعرضت المنظومة اللوجستية في كمبوديا لضربة أخرى في ربيع وصيف عام 1970، عندما عبرت قوات الولايات المتحدة وقوات جيش فيتنام الجنوبية الحدود وهاجمت مناطق قواعد جيش فيتنام الشعبي والفيت كونغ خلال الحملة الكمبودية.
مع التدمير الجزئي للنظام اللوجستي الفيتنامي الشمالي في كمبوديا، قررت القيادة الأميركية في سايغون أن الوقت أصبح مناسباً لحملة مماثلة في لاوس. وفي حال تنفيذ مثل هذه العملية، فقد اعتقدت القيادة الأميركية أن من الأفضل أن يتم ذلك بسرعة، بينما لا تزال القوات العسكرية الأميركية متاحة في جنوب فيتنام. وكان لمثل هذه العملية أن تخلق نقصًا في الإمدادات يُضعف الجيش الشمالي الشعبي وقوات الفيت كونغ لفترة 12 إلى 18 شهرًا، تزامنًا مع مغادرة آخر القوات الأمريكية لفيتنام الجنوبية، وبالتالي منح الولايات المتحدة وحليفتها فترة راحة من هجوم محتمل لقوات جيش شمال فيتنام الشعبي وحلفائهم الفيت كونغ في المقاطعات الشمالية لمدة عام وربما حتى عامين. 
كانت هناك علامات متزايدة على نشاط لوجستي مكثف في جنوب شرق لاوس، وهو النشاط الذي أنزر بهجوم فيتنام الشمالية.  كانت هجمات جيش شمال فيتنام الشعبي تحدث عادة بالقرب من نهاية موسم الجفاف في لاوس (من أكتوبر إلى مارس)، وبالنسبة للوحدات اللوجستية لجيش الشمال، فإن الدفع لنقل الإمدادات عبر الممر جاء خلال ذروة الموسم. وقد قدر أحد تقارير الاستخبارات الأمريكية أن 90% من المواد القادمة عبر ممر هو تشي مينه كانت تُنقل إلى المقاطعات الثلاث الواقعة في أقصى الشمال في جنوب فيتنام، مما يشير إلى تخزين متقدم استعدادًا للعمل الهجومي. :14كان هذا الحشد العسكري مثيرًا للقلق بالنسبة لواشنطن والقيادة الأمريكية، ودفع إلى الاعتقاد بضرورة شن هجوم لعرقلة الأهداف الفيتنامية الشمالية المستقبلية. :15

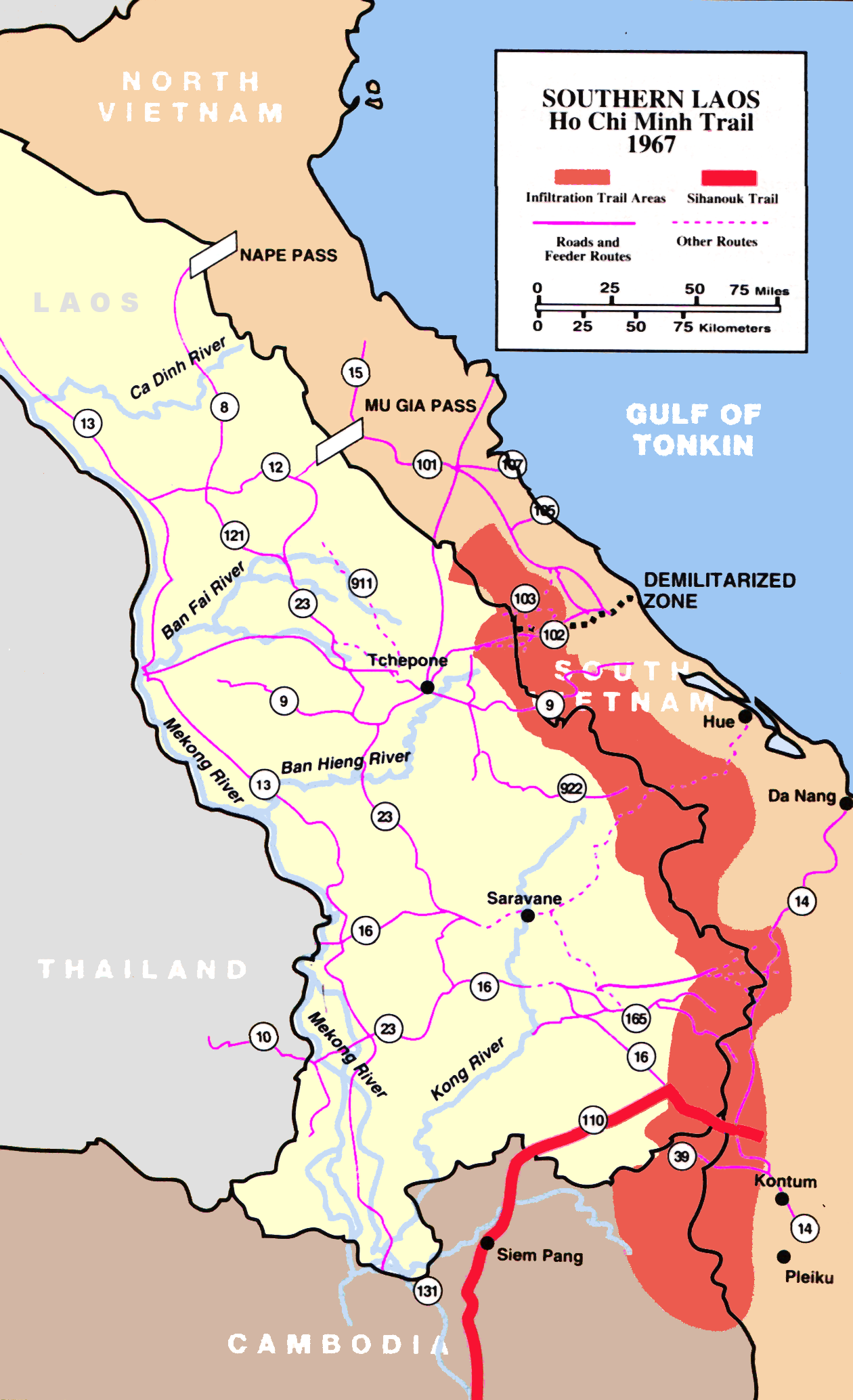
خريطة توضح ممر هو تشي منه.

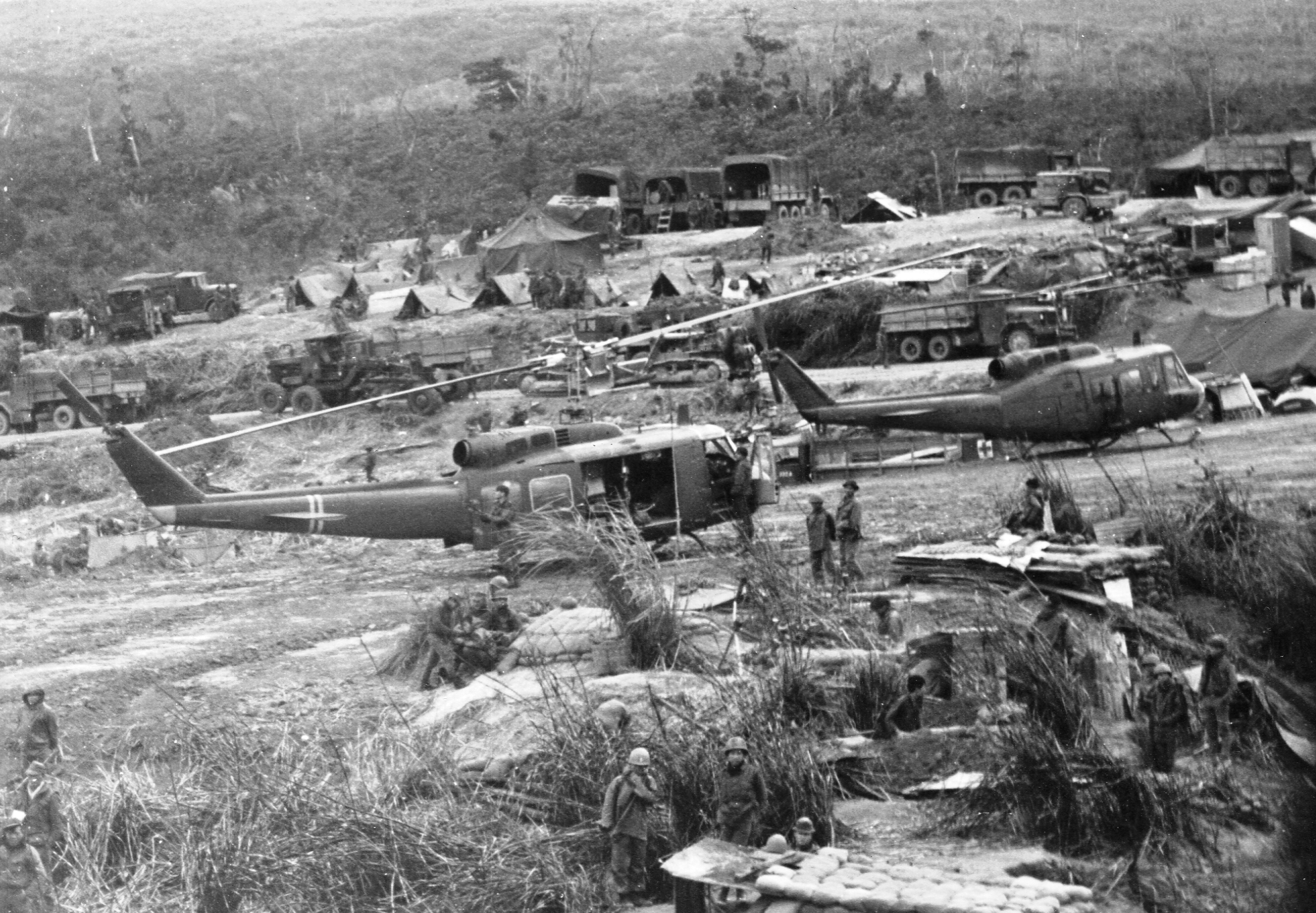
طائرات مروحية للإمداد في "كه سان"، 12 فبراير 1971

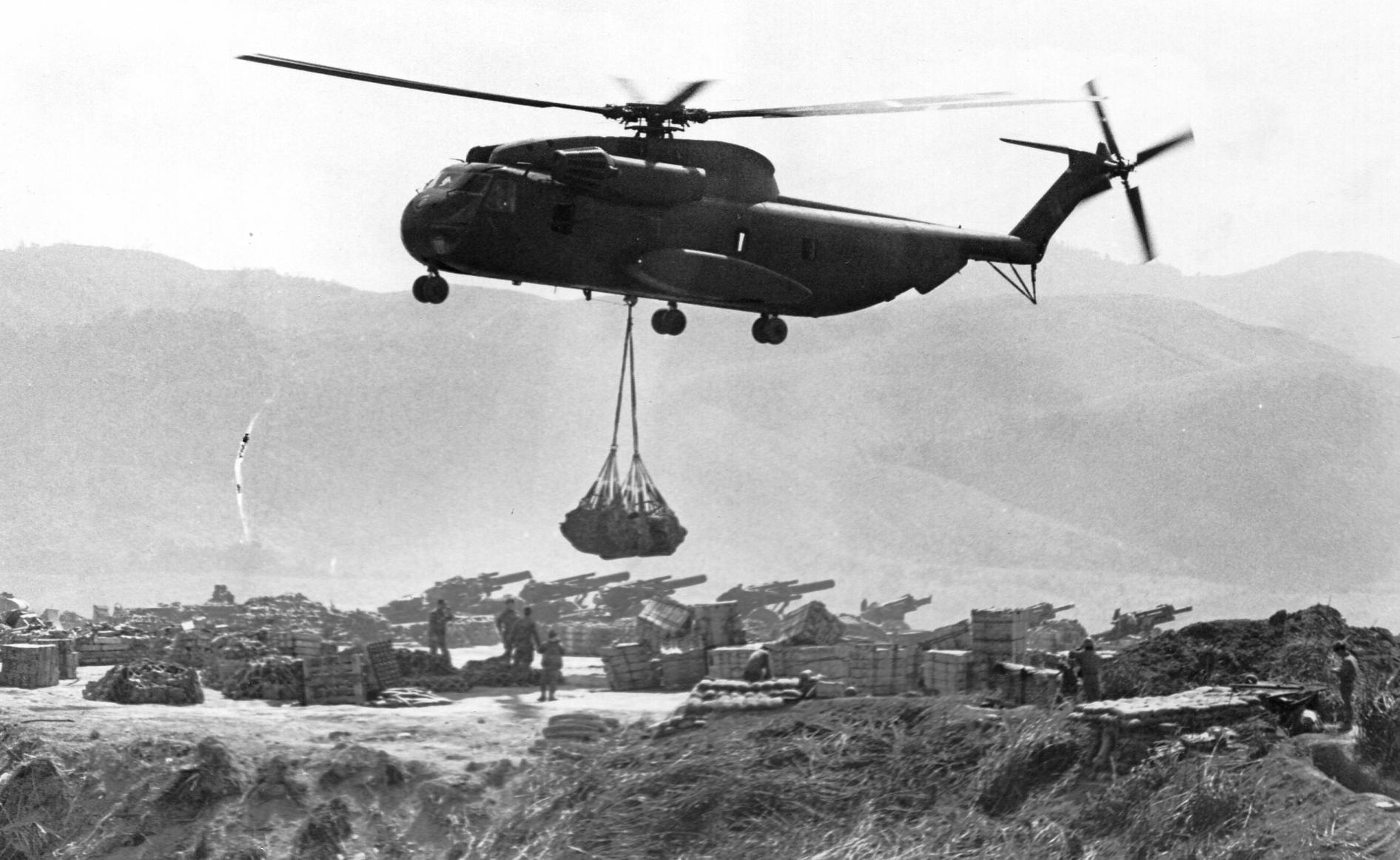
مروحية CH-53D تنقل الذخيرة لإحدة القواعد الفيتنامية الجنوبية.

### الهجوم
بحلول أوائل عام 1971، قدرت الاستخبارات الأمريكية قوة قوات جيش فيتنام الشعبي في منطقة القاعدة 604 بنحو 22,000 رجل: 7000 جندي مقاتل، و10,000 فرد في الوحدات اللوجستية والداعمة، و5,000 من قوات باثيت لاو، وكلهم تحت قيادة فيلق بي-70 الذي تم إنشاؤه حديثًا.  :66كانت هناك آراء متباينة بشأن رد الفعل المتوقع من جانب جيش فيتنام الشعبي تجاه الهجوم. كان الجنرال أبرامز يعتقد أنه على عكس كمبوديا، فإن فيتنام الشمالية سوف تقف وتقاتل من أجل المناطق الأساسية في لاوس. وفي وقت مبكر من 11 ديسمبر/كانون الأول، أبلغ الأميرال ماكين بما يلي:
كانت هناك تشكيلات قوية من المشاة والمدرعات والمدفعية في جنوب لاوس... تم نشر دفاعات جوية قوية. كانت التضاريس الجبلية المغطاة بالغابات تشكل صعوبة إضافية. كانت المساحات الطبيعية الخالية من الأشجار التي يمكن أن تهبط عليها طائرات المروحية نادرة، ومن المرجح أن تكون هناك تحصينات قوية لها. كانت غالبية وحدات القتال التابعة للعدو متمركزة في محيط مدينة «تشيبوني»، وكان من المتوقع أن تدافع القوات الشمالية عن مناطق قواعدها ومراكزها اللوجستية ضد أي عملية للحلفاء.  :235–6
وقد عكست دراسة استشرافية أجرتها وكالة المخابرات المركزية الأمريكية في ديسمبر/كانون الأول 1970 مخاوف أبرامز، وقد دعمتها مذكرة صادرة في 21 يناير/كانون الثاني «كانت دقيقة بشكل ملحوظ فيما يتصل بطبيعة ونمط وكثافة ردود أفعال جيش فيتنام الشمالي.»  :321
ولكن ناحية أخرى، كانت استخبارات القيادة الامريكية في فيتنام مُقتنعة بأن التوغل لن يواجه سوى مقاومة خفيفة. ومن المتوقع أن تؤدي الضربات الجوية التكتيكية والمدفعية إلى تحييد ما يقدر بنحو 170 إلى 200 سلاح مدفعية مضادة للطائرات يُعتقد أنها موجودة في المنطقة، كما تم اعتبار التهديد الذي تشكله الوحدات المدرعة التابعة لجيش فيتنام الشعبي ضئيلاً. تم تحديد قدرة التعزيز لفيتنام الشمالية لـ 14 يومًا من قِبل فرقتين شمال المنطقة المنزوعة السلاح وكان من المأمول أن تشغلهم العمليات التضليلية طوال مدة العملية.  :72ولكن لسوء الحظ، عندما وصلت التعزيزات الفيتنامية الشمالية، فإنها لم تأت من الشمال كما كان متوقعًا، بل من منطقة القاعدة 611 ووادي "أ شاو" إلى الجنوب، حيث كانت ثمانية أفواج، مدعومة جميعها بوحدات مدفعية عُضوية(مُضمنة)، على بُعد أسبوعين سيرًا.
كان الفيتناميون الشماليون يتوقعون عملية ما مُنذ 26 يناير/كانون الثاني عندما جاء في نص رسالة لاسلكية تم اعتراضها: «لقد تم تحديد أن العدو قد يضرب النظام اللوجستي الخاص بنا من أجل قطعه... استعدوا للتعبئة وضرب العدو بقوة. كونوا يقظين.»  :241
تم تعليق الضربات الجوية التكتيكية التي كان من المقرر أن تسبق الغزو وتقمع مواقع الدفاع الجوي المعروفة قبل يومين من العملية بسبب سوء الأحوال الجوية. في 6 فبراير، قصفت طائرة A-6 Intruder تابعة للبحرية الأمريكية عن طريق الخطأ الكتيبة الثامنة المحمولة جواً بالقرب من الحدود، مما أسفر عن مقتل سبعة من جنود جيش فيتنام الجنوبي وتدمير ناقلة جنود مدرعة من طراز إم-113.  :120بعد قصف مدفعي أولي ضخم و11 مهمة لقاذفات بي-52 ستراتوفورتريس، بدأ التوغل في 8 فبراير، عندما تقدمت قوة مهام مدرعة ومشاة من جيش جمهورية فيتنام قوامها 4,000 رجل، تتكون من اللواء المدرع الأول والكتيبتين المحمولتين جواً الأولى والثامنة، غربًا دون مقاومة على طول الطريق 9. لتغطية الجناح الشمالي، تم نشر عناصر من القوات المحمولة جواً وقوات صاعقة التابعة لجيش جمهورية فيتنام إلى الشمال من التقدم الرئيسي. كانت تلك القوات بمثابة قوات كشافة لأي تعزيزات شمالية قادمة. قامت قوات الدعم الجوي الأمريكية باطلاق النار علي قوات يُعتقد بأنها شمالية مما أدي إلي اندلاع حريق كبير استمر لليوم التالي. أمن ذلك الطريق للقوات البرية للوصول لمواقعها دون مقاومة.
تقدمت القوات المركزية لجيش جمهورية فيتنام عبر وادي نهر سيبون في ظل ظروف صعبة، حيث واجهت بنية تحتية رديئة للطرق، مما أجبر الاعتماد على المروحيات لإعادة الإمداد والتعزيزات، وذلك مع مواجتها لنيرانًا كثيفة مضادة للطائرات. ولكن على الرغم من هذه التحديات، فقد أمّنوا الطريق رقم 9 حتى «بان دونج»، وكشفوا عن شبكات لوجستية كبيرة للقوات الشمالية، بما في ذلك مخابئ الأسلحة وشاحنات الإمداد.
وقعت عدة اشتباكات: استولت قوات جيش جمهورية فيتنام على معدات العدو وأوقعت خسائر، لكنها واجهت أيضًا خسائر، بما في ذلك إسقاط المروحيات التي قتلت ضباطًا رفيعي المستوى وصحفيين. وبحلول 11 فبراير، استمرت المناوشات، مما أسفر عن خسائر إضافية على كلا الجانبين، بما في ذلك المركبات المدرعة والأفراد. كشفت العملية عن مدى دفاعات الجيش الشمالي والاستعدادات اللوجستية في المنطقة.

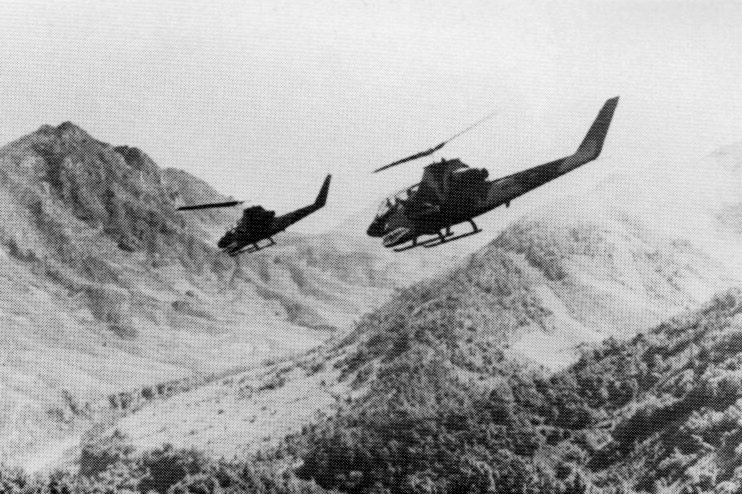
مروحيات هجومية من طراز AH-1 Cobra تابعة للجيش الأمريكي فوق لاوس.

في الفترة من 12 إلى 16 فبراير، واصل جيش جمهورية فيتنام هجوم، وواجه مقاومة شديدة من قوات جيش جمهورية فيتنام الشعبية. وواجهت العملية تأخيرات لوجستية واستراتيجية، مما أدى إلى إبطاء التقدم نحو هدفها الرئيسي تشيبوني.
في واشنطن، حاول وزير الدفاع ميلفين لايرد ورؤساء الأركان المشتركة دحض ادعاءات الصحافيين بأن تقدم القوات الفيتنامية الجنوبية قد توقف. في مؤتمر صحفي، ادعى ليريد أن التوقف في «أ لووي» كان مجرد "توقف مؤقت" يمنح قادة جيش جمهورية فيتنام فرصة "لمراقبة وتقييم تحركات العدو... وأن العملية تسير وفقًا للخطة". 

## الرد

### الهجوم المضاد
رد فعل فيتنام الشمالية على التوغل كان تدريجيا. فقد اتجهت أنظار هانوي نحو مناورة تضليلية أخرى تقوم بها قوة مهام بحرية أميركية قبالة سواحل فيتنام الشمالية. أجرت هذه القوة جميع المناورات اللازمة لتنفيذ عملية إنزال برمائي على بعد 20 كيلومترًا فقط من مدينة فينه.  :338ولكن انشغال هانوي بالغزو المحتمل لم يدم طويلا. كان فيلق B-70 التابع لها يقود ثلاث فرق في منطقة التوغل، وهي 304 و308 و 320. كما تحركت الفرقة الثانية أيضًا من الجنوب إلى منطقة تشيبوني ثم بدأت في التحرك شرقًا لمواجهة تهديد جيش جمهورية فيتنام. بحلول أوائل شهر مارس، حشدت هانوي 36 ألف جندي في المنطقة، متجاوزة بذلك القوات الفيتنامية الجنوبية بنسبة اثنين إلى واحد.  :76
كانت الطريقة التي اختارتها هانوي لهزيمة الغزو هي عزل القواعد النارية الشمالية أولاً باستخدام المدفعية المضادة للطائرات. وسيتم بعد ذلك قصف المواقع العسكرية بقذائف الهاون والمدفعية والصواريخ على مدار الساعة. على الرغم من أن قواعد إطلاق النار الجنوبية كانت مجهزة بالمدفعية، إلا أن مدافعها سرعان ما أكتشف تفوق مدى المدافع الشمالية المُزودة من قِبل الاتحاد السوفييتي طراز  122 مم و130 مم، والتي كانت ببساطة تتمركز وتضرب المواقع الجنوبية من خراج نطاق مدفعية القواعد الجنوبية. وبذلك تم إبطال الميزة الدفاعية التي كان من الممكن أن توفرها قاذفات بي-52 من خلال تكتيكات الالتحام القريب التي اتبعتها القوات الشمالية.  :262وبذلك فإن الهجمات البرية المكثفة المدعومة بالمدفعية والدروع من شأنها أن تنهي المدافعين.

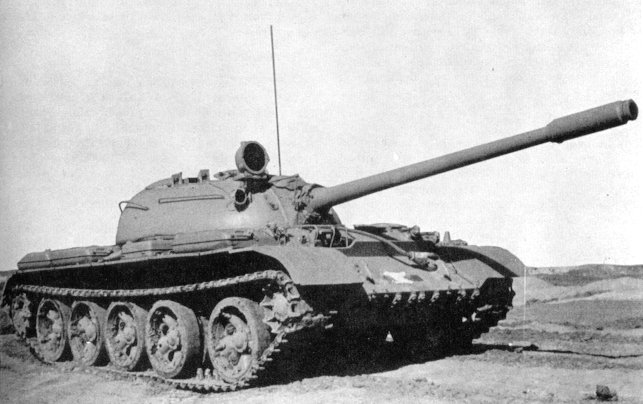
دبابة تي-55

في الفترة من 18 إلى 20 فبراير، شنت القوات الشمالية هجمات عنيفة على قواعد جيش فيتنام الجنوبي، مستخدمة المشاة والدبابات.
- 18 فبراير: تم إسقاط مروحية إخلاء طبي في احدى القواعد الشمالية. وبقي رئيس الطاقم، الذي لم يتمكن من الفرار، لمساعدة القوات الجنوبية في القاعدة، وتقديم المساعدة الطبية وتوجيه الضربات الجوية.
- 19 إلى 20 فبراير: هاجم الفوج 102 التابع لجيش فيتنام الشعبي القاعدة الشمالية بدعم من الدبابات. وعلى الرغم من المقاومة الشديدة والدعم الجوي، تكبدت كتيبة الصاعقة 39 خسائر فادحة واضطرت إلى التراجع نحو القاعدة الجنوبية. ولم يصل إليها سوى 199 من أصل 500 من الجنود، مع مقتل أو فقدان العديد منهم. ومع تركيز القوات الشيوعية على القاعدة الجنوبية، استاطعت قوات التحالف إجلائه بعض الجنود المصابين بالمروحيات بعد قصف جوي شديد لمحيط القاعدة الجنوبية. في النهاية استطاع جنود القاعدة الجنوبية الصمد لمدة يومين قبل ان تصل لهم الاوامر بمحاولة الانسحاب.:79 :339
في 24 فبراير، كشفت تقارير استخباراتية أن جيش فيتنام الشعبي قد أكمل إنشاء فرع جديد لممر هو تشي مينه وبالتالي تجاوز منطقة العملية.  :455–6
وبينما توقف المجهود الرئيسي للقوات الفيتنامية الجنوبية في «أ لووي» لمدة ثلاثة أسابيع، وكانت عناصر قوات الصاعقة والمحمولة جواً تقاتل من أجل حياتهم، قرر «ثيو ولام» شن هجوم جوي لحفظ ماء الوجه على «تشيبوني» نفسها. على الرغم من أن القادة الأميركيين ومراسلي الأخبار ركزوا على المدينة باعتبارها أحد الأهداف الرئيسية لـ لام سون 719 ، إلا أن الشبكة اللوجستية لجيش فيتنام الشعبي تجاوزت في الواقع المدينة المدمرة إلى الغرب. ومع ذلك، إذا تمكنت القوات الفيتنامية الجنوبية من احتلال تشيبوني على الأقل، فسوف يكون لدى «ثيو» عذر سياسي لإعلان "النصر" وسحب قواته إلى جنوب فيتنام. :100–3

## النتيجة
في خطاب تلفزيوني ألقاه في 7 أبريل، ادعى نيكسون أنه «يمكنني الليلة أن أبلغكم أن الفيتنمة نجحت». وأعلن انسحاب 100 ألف جندي إضافي من جنوب فيتنام بين مايو ونوفمبر 1971.  :484 :630في جنوب فيتنام، خاطب ثيو الناجين من الغزو وادعى أن العملية في لاوس كانت «أكبر انتصار على الإطلاق».   وعلى الرغم من أن لام سون 719 أعاقت العمليات اللوجستية الفيتنامية الشمالية في جنوب شرق لاوس،  إلا أن الحركة اللوجستية في الممر زادت بعد انتهاء العملية. وصل عدد رصد الشاحنات في منطقة الطريق 9 إلى 2500 شهريًا بعد الهجوم، وهي أرقام لا تُرى عادةً إلا خلال فترات الذروة.  :361كانت مزاعم القيادة الأمريكية بالنجاح أكثر محدودية في نطاقها: حيث زعمت القيادة الأمريكية في فيتنام أن 108 دبابة تابعة لجيش جمهورية فيتنام الاشتراكية قد تم تدميرها أثناء العملية (74 بواسطة الغارات الجوية التكتيكية)،  :113بالإضافة إلى 670 مدفعًا مضادًا للطائرات و600 شاحنة. كما أدركت تمامًا أن العملية كشفت عن عيوب خطيرة في «التخطيط والتنظيم والقيادة والتحفيز والخبرة العملياتية» لدى فيتنام الجنوبية  :337وبشكل عام، ظل معظم العسكريين يعتقدون أن التوغل أضر بالفيتناميين الشماليين، وأن الفيتناميين الجنوبيين قاتلوا بشكل جيد، وأن فَشل ثيو في تعزيز الهجوم بفرقة أخرى كان هو الذي أحدث كل هذا الفارق.  :488
بالنسبة للفيتناميين الشماليين، كانت معركة «الطريق 9 - انتصار جنوب لاوس» بمثابة نجاح كامل. وزعمت قوات شمال فيتنام الشعبية أنها تمكنت من القضاء على 20 ألف عدو، وتدمير 1,100 مركبة (بما في ذلك 528 دبابة وناقلة جند مدرعة) وأكثر من 100 قطعة مدفعية، وإسقاط 505 مروحيات وأسر أكثر من 1,000 سجين، و3,000 قطعة سلاح، وست دبابات وناقلات جند مدرعة وكميات كبيرة من أجهزة الراديو والذخيرة وغيرها من المعدات.  :277وقد تسارعت وتيرة التوسع العسكري لممر هو تشي مينه إلى الغرب، والذي بدأ في عام 1970. سرعان ما انسحبت القوات اللاوسية نحو نهر ميكونج والشريان اللوجستي من 97كم إلي 140 كم. وكانت النتيجة الأخرى للعملية هي القرار الحازم الذي اتخذه المكتب السياسي بشن غزو تقليدي كبير لفيتنام الجنوبية في أوائل عام 1972، مما مهد الطريق لهجوم ربيع صيف 1972.  :699